# Ekonomski rast
Pod ekonomskim (gospodarskim) rastom se podrazumijeva porast proizvodnje, proizvodnih kapaciteta i svih drugih sastavnica jednog gospodarstva. Ekonomski rast je porast ukupnog outputa gospodarstva. Do rasta gospodarstva dolazi zbog rasta radne snage ili kapitalnih dobara, tehnologije i proizvodnosti po radniku.
Ekonomski rast se mjeri stopom rasta na način, da se bruto domaći proizvod stavi u odnos prema broju stanovnika određene države, a izražava se kao GDP per capita, odnosno, GDP po stanovniku.
{\displaystyle RAST={\frac {BDP}{brojstanovnika}}}

## Pretpostavke ekonomskog rasta
- postojanje tržišta,
- postojanje vlasničkih prava i novčane razmjene

## Čimbenici rasta
- sposobnost ljudi,
- prirodno bogatstvo,
- tehnologija
- formiranje kapitala

## Pravilo 72
Pravilo 72 pokazuje koliko je vremena potrebno da se BDP udvostruči.
{\displaystyle t={\frac {72}{SPR}}}
t → vrijeme

SPR → stopa privrednog rasta